# Марк Ротко
Марк Ро́тко (англ. Mark Rothko, ім'я при народженні Маркус Якович Роткович; 25 вересня 1903, Двінськ — 25 лютого 1970, Нью-Йорк) — американський художник родом з Латвії, провідний представник абстрактного експресіонізму, один з творців живопису кольорового поля.

## Біографія і творчість
Народився і виріс в Даугавпілсі, в той час Двінську, в освіченій єврейській сім'ї, де говорили на івриті, їдиші та російській мові. Глава сімейства, Яків, працював фармацевтом, але, незважаючи на скромний дохід, багато уваги приділяв освіті дітей. У віці 5 років Маркус вступив у хедер, де вивчав П'ятикнижжя і Талмуд, тоді як решта дітей продовжувала здобувати світську освіту.

## Еміграція в США
Глава родини Ротковичів, побоюючись того, що дітей заберуть на службу в царську армію, вирішив емігрувати в США, наслідуючи приклад численних єврейських сімей, що втікали від погромів. До Америки вже виїхали двоє братів Якова Ротковича, які влаштувалися в Портленді, штат Орегон і зайнялися виробництвом одягу. Маркус залишився в Російській імперії з матір'ю і старшою сестрою. Вони приєдналися до Якова і старших дітей пізніше, зимою 1913 року. Через декілька місяців батько Маркуса помер. Сім'я залишилася без грошей, і всім дітям доводилося працювати. Маркус допомагав своєму дядькові, продаючи газети співробітникам на складі.
У 1913 році Маркус поступив у загальноосвітню школу, і його перевели з третього в п'ятий клас. У 17 років він закінчив Лінкольнську вищу школу. На той час він досконало опанував англійську (четверта мова Марка) і став брати активну участь у житті місцевого єврейського співтовариства, особливо в політичних дискусіях.
Після школи Марк вступив до Єльського університету, де перший рік вчився завдяки отриманому за відмінний атестат гранту, а пізніше, коли дотація закінчилася, працював, щоб оплачувати навчання. В університеті Марк, разом з товаришем Аароном Директором, випускав сатиричний журнал, направлений на викриття недоліків університетської громади WASP (білих англо-саксонских протестантів). Незабаром він покинув університет, і повернувся туди тільки 46 років опісля, отримувати почесний ступінь доктора.

## Рання творчість
Восени 1923 року Ротко, відвідуючи друга в Школі Мистецтв в Нью-Йорку (Art Students League of New York), побачив, як художники малювали модель. Як пізніше говорив сам Ротко, у цей момент він народився як художник. Через деякий час опісля він вступив в «Нову школу дизайну» в Нью-Йорку, де одним з його викладачів став один із засновників «абстрактного сюрреалізму» Аршиль Горкі. Восени того ж року Ротко ходив на курси в «Лігу студентів мистецтв Нью-Йорка» до Макса Вебера, вплив якого позначається в ранніх роботах Ротко. Саме з тих пір він став сприймати мистецтво як інструмент емоційного і релігійного самовираження.

## Коло спілкування

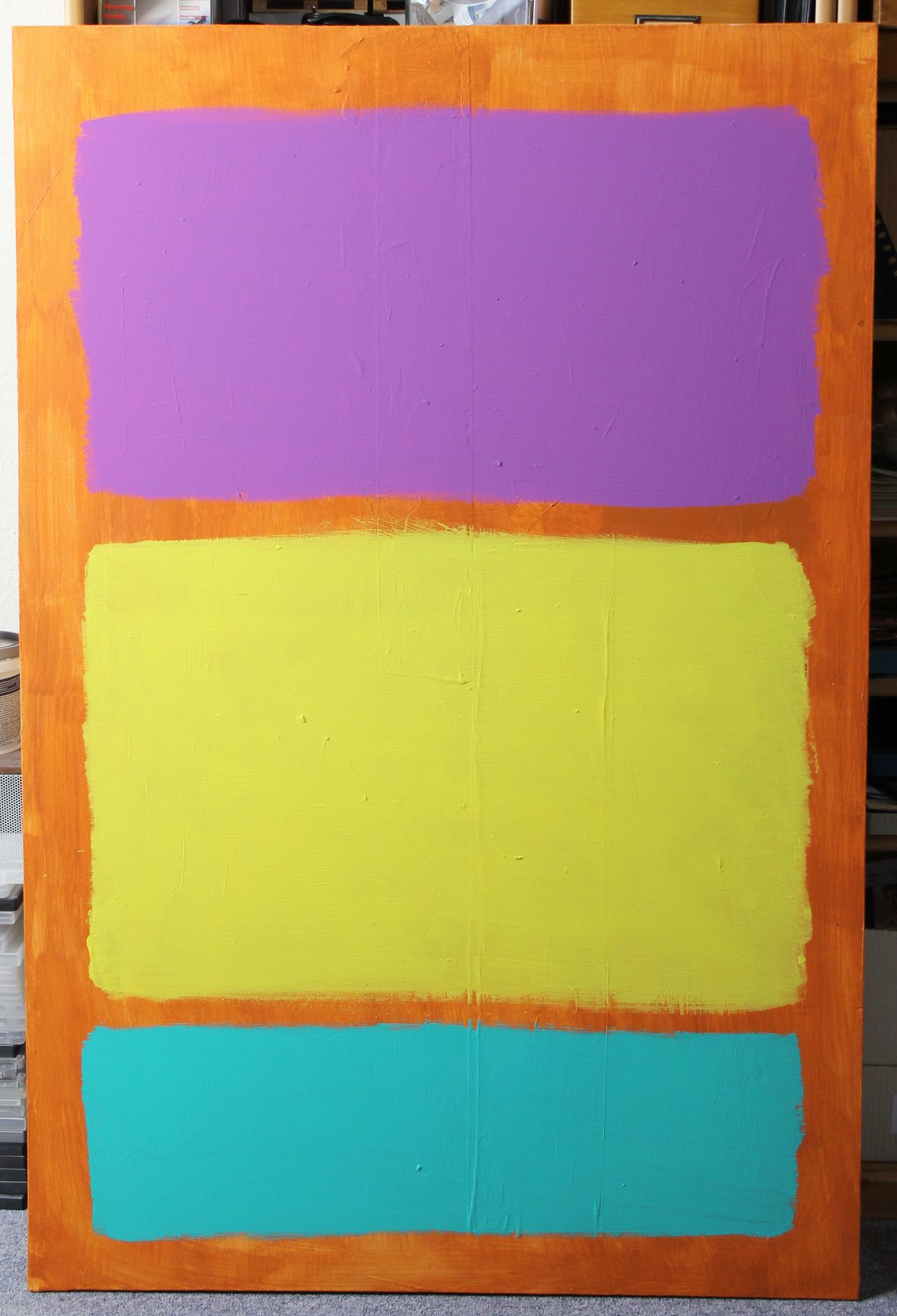

Переїхавши з Портленда до Нью-Йорка, Марк Ротко занурився в бурхливу атмосферу художнього життя великого міста. Тоді молодого художника вразили сюрреалістичні роботи Пауля Клеї і живопис Жоржа Руо. У 1928 році Ротко, з групою молодих художників, вперше виставив свої роботи в галереї Оппортьюніті (Opportunity gallery). Темні експресивні полотна — зображення інтер'єрів і міські зарисовки — були добре прийняті критиками і колегами. Незважаючи на цей скромний успіх, Ротко все ще не міг цілком присвятити себе творчості — йому необхідно було працювати. У 1929 році він почав викладати живопис і скульптуру в Центральній Академії (Center Academy); він пропрацював там до 1952 року. Саме тоді він зустрів Адольфа Готлеба (Adolph Gottlieb), який, разом з іншими молодими художниками (Barnett Newman, Joseph Solman, Louis Schanker, John Graham), був учнем Мільтона Авері (Milton Avery). Стиль Авері, його робота з кольором і текстурою зробили величезний вплив на Ротко: у його роботах з'явилися схожі мотиви і кольори.
Молоді художники багато часу проводили разом з Авері, подорожуючи, працюючи разом над картинами, обговорюючи мистецтво. У 1932 році, під час поїздки на Озеро Джордж, Ротко познайомився з Едіт Сахар, дизайнеркою ювелірних прикрас. Незабаром вони одружились. У 1933 році відбулась перша сольна виставка в Музеї Мистецтва Портленда, США. Там були представлені його малюнки і акварелі, а також роботи студентів Ротко з Центральної Академії Нью-Йорка.
Сім'я художника не зрозуміла його рішення присвятити себе мистецтву. Через Велику Депрессію Ротковічи багато що втратили; рідних Марка дивувала його байдужість і небажання зайнятись «перспективнішою» і «вигіднішою» роботою, аби допомогти матері.

## Перша персональна виставка в Нью-Йорку
На першій персональній виставці в Нью-Йорку Ротко виставив 15 полотен, написаних олією, — переважно портрети, а також малюнки і акварелі. На тій виставці стала очевидною майстерність Ротко, який переріс вплив Авері: робота Ротко з колірними полями вразила критиків. В кінці 1935 року Ротко об'єднався з Іллею Болотовським, Бен-зіоном, Адольфом Готлібом, Лу Харрісом, Ральфом Розенборгом, Луісом Шейкером і Йосипом Сольманом. Вони створили «Групу десяти» («The Ten» — Whitney Ten Dissenters), чия місія (згідно з каталогом виставки галереї «Меркюрі» 1937 року) звучала так: «Протестувати проти поширеної думки про рівність Американського живопису і буквального живопису». Ще 1950 року їх вважали радикалами, і консервативне журі не прийняло їх картини на важливу виставку сучасного мистецтва в Метрополітен-музеї. У відповідь вони зробили групове фото «Розгніваних» — все з суворими обличчями, ні тіні усмішки. Особливо розгніваним серед них виглядав Марк Ротко.
Стиль Ротко вже змінився, він наближався до знаменитих робіт зрілого періоду, проте, незважаючи на інтерес до вивчення кольору, художник концентрувався на іншій формальній і стилістичній інновації, працюючи над сюрреалістичними зображеннями міфологічних історій і символів. Органічні, напівабстрактні форми, народжені його фантазіями і сновидіннями, отримали назву біоморфних. Тим часом, авторитет Ротко зростав, особливо в колі Союза художників. Заснований 1937 року, цей союз, до якого також входили Готлеб і Соломан, мав за мету створити муніципальну галерею мистецтв, де можна було би влаштовувати самостійні групові виставки. У 1936 році група Союзу художників влаштувала виставку в Галереї Бонапарт у Франції (Galerie Bonaparte). Ще одна виставка відбулась 1938 року в галереї Меркюрі в США (Mercury Gallery). У той період Ротко, як і багато його сучасників, почав працювати у державній організації, створеній для подолання наслідків Депресії, що привертала увагу художників і архітекторів до відновлення і реновації громадських будівель. За тих часів державі служили багато відомих художників, зокрема Авері, Декунінг, Поллок, Рейнар, Давид Сміт, Луїза Невельсон, восьмеро художників з «Групи Десяти» та вчитель Ротко Аршиль Горкі.

## Власний стиль

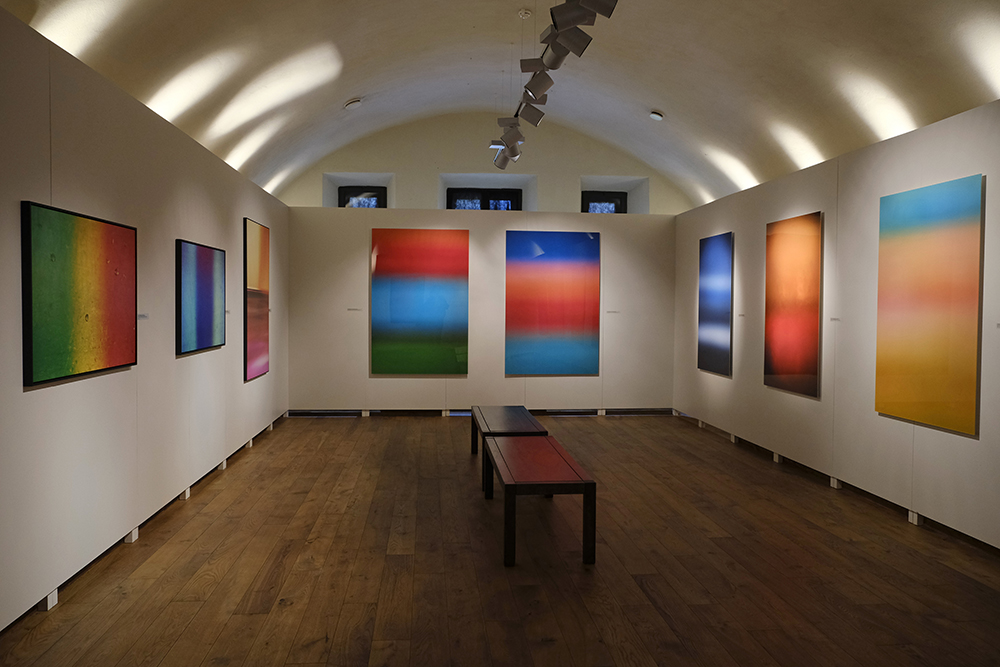
Мистецький центр Марка Ротко в Даугавпілсі. 2017

У 1936 році Ротко почав писати книгу, котру він так і не завершив, про схожі принципи дитячого малюнка і робіт сучасних йому художників. На думку Ротко, «той факт, що художня робота починається з рисунка — вже академічний підхід. Ми починаємо з кольору» — писав художник, порівнюючи вплив примітивних культур на модерністів з мімікрічними передумовами дитячої творчості. Ротко вважав, що модерніст, як дитина і людина примітивної культури, що вплинула на нього, повинен в ідеальній і оптимальній роботі висловити внутрішнє відчуття форми без втручання розуму. Це фізичний та емоційний, а не інтелектуальний досвід. Ротко став використовувати колірні поля у своїх акварелях і міських ландшафтах. Саме тоді предмет і форма в його роботах стали втрачати смислове навантаження. Ротко свідомо прагнув імітувати дитячі малюнки. Починаючи з 1929, понад 20 років він навчав дітей у Єврейському центрі Брукліна. У 1938 році він звернувся за отриманням американського громадянства і лише з 1940 року почав працювати під творчим псевдонімом «Марк Ротко», скоротивши власне ім'я і прізвище. До початку 1950-х років він ще більш спростив структуру своїх картин, створивши серію «мультиформи» — картин, що складаються з декількох колірних площин. Сам художник формулював своє завдання як «просте вираження складної думки». Роботи, що вже тоді прославили його, — це прямокутні полотна великого розміру з ширяючими в просторі колірними площинами живопису «колірного поля». При цьому він говорив: «Не слід вважати мої картини абстрактними. У мене немає наміру створювати або акцентувати формальне співвідношення кольору і місця. Я відмовляюсь від природного зображення лише для того, аби посилити висловлення теми, ув'язненої у назві». Щоправда, знайна частина його абстрактних полотен не мала жодних назв.
Критики вважають найзначнішою роботою Ротко цикл з 14 картин для капели екуменічної церкви у Х'юстоні в штаті Техас.